# 阿布迪萨梅特·哈萨克帕耶夫
阿布迪萨梅特·哈萨克帕耶夫（俄语：Абдисамет Казакпаев，1898年5月3日（格里历：5月15日）—1959年7月26日），哈萨克族，苏联党和国家领导人。曾任卡拉干达州州长、哈萨克苏维埃社会主义共和国最高苏维埃主席团主席等职。

## 生平
- 1898年5月3日（格里历：5月15日）出生于沙俄塞米巴拉金斯克州巴甫洛达尔地区乌鲁套村的一个农民家庭，属中玉兹乃蛮部。
- 1924年起参加农村工作，任村委会书记。
- 1927年-1928年，农村农民联盟主席。
- 1929年-1933年，哈萨克自治苏维埃社会主义共和国第19村，第6村党支部书记，村委会主任。1932年加入联共（布）。
- 1933年-1937年，阿克莫拉州布琼尼集体农场主任。
- 1937年-1938年，阿克莫拉区长。
- 1938年1月-7月，卡拉干达州代州长。
- 1938年7月-1947年3月，哈萨克苏维埃社会主义共和国最高苏维埃主席团主席。期间，1939年5月-1948年2月兼任苏联最高苏维埃主席团副主席。
- 1947年3月-1951年，南哈萨克斯坦州基洛夫区长。
- 1951年起退休。
- 1959年7月26日于阿拉木图逝世，享年61岁。葬于阿拉木图中央公墓。

哈萨克帕耶夫是联共（布）18大代表，第1-2届苏联最高苏维埃民族院代表，第1-2届哈萨克苏维埃社会主义共和国最高苏维埃代表。

## 荣誉
- 两次列宁勋章
- 劳动红旗勋章
- 1941-1945年伟大卫国战争中忘我劳动奖章